# Тори Боуи
Френториш "Тори" Боуи (енгл. Frentorish Tori Bowie; Сенд Хил, 27. август 1990. – Хорајзон Вест, 23. април 2023.) била је америчка атлетичарка, која се првенствено такмичила у скоку у даљ и у спринту на 100 и 200 метара. Освојила је сребрну медаљу на 100 м и бронзану на 200 м на Олимпијским играма у Рију 2016., као и бронзу и злато на 100 м на Светским првенствима 2015. и 2017. Освојила је и златне медаље у штафети 4 × 100 метара на Олимпијским играма 2016. и на Светском првенству 2017. 
После Светског првенства у дворани 2014. где је дебитовала на међународној сцени такмичећи се у скоку у даљ, преусмерила је фокус на спринтеве. Освојила је осам победа у спринту на митинзима  Дијамантске лиге.
Боуви је преминула 2023. од компликација прликом порођаја.

## Одрастање и образовање
Боуви је рођен 27. августа 1990. у Санд Хилу, округ Ранкин, Мисисипи. Када је имала две године, њена мајка је дала Тори и њену сестру њиховој баки на усвајање. Тори се такмичила у кошарци и атлетици у средњој школи.
Тори је похађала Универзитет Јужног Мисисипија, на интердисциплинарним студијама из психологије и социјалног рада.  Дипломирала је 2012.

## Професионална каријера
Боуи је почела да се професионално такмичи у атлетици 2013.
У мају 2014. победила је у својој првој трци Дијамантске лиге на Прифонтејн Класик митингу у Јуџину. На опште изненађење, победила је у трци на 200 метара фаворизоване Блесинг Окагбаре и Алисон Феликс. Боуи је победила на 100 м на митинзима Дијамантске лиге у Риму, Њујорку и Монаку, и то са врло брзих 10,80 секунди у Монаку. 
Боуи је на Светском првенству у Пекингу, освојила бронзану медаљу у трци на 100 метара у времену од 10,86 с.
На Олимпијским играма 2016. у Рио де Жанеиру, Боуи је освојила сребрну медаљу на 100 м са временом 10.83 с. Затим је освојила бронзу на 200 м са 22.15 с. Додала је златну медаљу са америчком штафетом 4 × 100 метара.
На Светском првенству 2017. у Лондону, Боуи је освојила златну медаљу у трци на 100 метара, постигавши време од 10,85 секунди.

## Смрт
Након што Тори није виђена неколико дана, власти су 2. маја 2023. извршиле проверу у њеном дому у округу Оринџ на Флориди. Пронађена је мртва. Имала је 32 године,   и била је трудна. Њена читуља је навела датум смрти као 23. април 2023. Према резултатима обдукције, Боуи је преминула од последица компликација везаних за порођај, међу којима су еклампсија, респираторни дистрес и висок крвни притисак. Њено превремено рођено дете је очигледно било мртворођено. Тежина њеног тела након открића била је само 44 килограма, 14 килограма испод њене тежине на такмичењима. Токсиколошки извештаји су били негативни.
Њена медицинска документација је показала да је имала биполарни поремећај.

## Достигнућа
Све информације преузете са профила Тори Боуи на сајту Светске Атлетике.

### Међународна такмичења
| Година | Такмичење                   | Место                        | Позиција | Дисциплина        | Резултат | Белешка |
| ------ | --------------------------- | ---------------------------- | -------- | ----------------- | -------- | ------- |
| 2014   | Светско првенство у дворани | Сопот, Пољска                | 13.      | Скок удаљ         | 6.12 м   |         |
| 2015   | Светско првенство           | Пекинг, Кина                 | 3.       | 100 м             | 10.86 с  |         |
| 2016   | Олимпијске игре             | Рио де Жанеиро, Бразил       | 2.       | 100 м             | 10.83 с  |         |
| 2016   | Олимпијске игре             | Рио де Жанеиро, Бразил       | 3.       | 200 м             | 22.15 с  |         |
| 2016   | Олимпијске игре             | Рио де Жанеиро, Бразил       | 1.       | 4 × 100 м штафета | 41.01 с  |         |
| 2017   | Светско првенство           | Лондон, Уједињено Краљевство | 1.       | 100 м             | 10.85 с  |         |
| 2017   | Светско првенство           | Лондон, Уједињено Краљевство | 1.       | 4 × 100 м штафета | 41.82 с  |         |
| 2019   | Светско првенство           | Доха, Катар                  | 22.      | 100 м             | 11.30 с  |         |
| 2019   | Светско првенство           | Доха, Катар                  | 4.       | Скок удаљ         | 6.81 м   |         |

### Лични рекорди
- 60 метара у дворани – 7.11 с (Портланд, САД 2016.)
- 100 метара – 10,78 с (+1,0 м/с, Јуџин, САД, 2016.)
- 200 метара – 21,77 с (+1,5 м/с, Јуџин, САД, 2017.)
- Скок удаљ – 6.91 м (+1,0 м/с, Лос Анђелес, САД, 2013.)
  - Скок у даљ у дворани –  6.95 м (Нејпервил, САД, 2014.)
- Троскок – 12.65 м (0,0 м/с, Њу Орлеанс, САД, 2012.)
  - Троскок у дворани –  13.09 м (Бирмингем, САД, 2012.)